# Joe Kennedy
Joe Kennedy, właśc. Joseph J. Kennedy, Jr. (ur. 17 listopada 1923 w Pittsburghu w stanie Pensylwania, zm. 17 kwietnia 2004 w Richmond, Wirginia) – amerykański skrzypek jazzowy.
Zajmował się zarówno klasyczną, jak i jazzową grą na skrzypcach; pedagog. Występował razem z wieloma sławami jazzu, m.in. Ahmadem Jamalem, Bennym Carterem i Billym Taylorem. Brał udział w wielu festiwalach jazzowych na świecie.
Jego karierę i dorobek przedstawia film dokumentalny Fiddler's Three. W 2001 otrzymał nagrodę Living Legacy Jazz Award za całokształt pracy artystycznej.